# 3918 Brel
3918 Brel è un asteroide della fascia principale. Scoperto nel 1988, presenta un'orbita caratterizzata da un semiasse maggiore pari a 2,2452262 UA e da un'eccentricità di 0,2082902, inclinata di 7,51147° rispetto all'eclittica.
Dal 23 dicembre 1988 al 20 febbraio 1989, quando 3955 Bruckner ricevette la denominazione ufficiale, è stato l'asteroide denominato con il più alto numero ordinale. Prima della sua denominazione, il primato era di 3855 Pasasymphonia.
L'asteroide è dedicato al cantautore belga Jacques Brel.